# 基孔肯雅熱
（也作基孔肯亚热或奇昆古尼亚热等）是一种蚊媒病毒性疾病，以猴、狒狒和人为动物宿主，其病原体为披膜病毒科甲病毒属的屈公病病毒（Alphavirus chikungunya，CHIKV），可引起发热（周期呈双峰型）、皮疹和多发性关节炎等临床表现。主要流行于非洲、印度及菲律宾等部分亚洲国家。
此病首先於1952年在坦桑尼亞發現，其名源自非洲坦桑尼亚南部流行的馬孔德語，意為「痛得將身體彎起來」。一般於感染病原體後2-12天內會出現症狀。其他症狀可能包括頭痛、肌肉痛、關節腫脹及紅疹，还有眼部炎症，恶心以及呕吐。大部份人的病情在一週後會好轉，偶爾關節疼痛會持續到幾個月。此病的致死率約為0.1%，非常年幼、年長或是有其他健康問題的人有引發其他嚴重疾病的風險。
基孔肯雅熱病毒會透過白紋伊蚊及埃及伊蚊傳播，牠們主要是在白天出沒尋找獵物叮咬。病毒的自然宿主包括有鳥類及嚙齒目。此病的診斷方式可以藉由檢查血液，看是否有病毒的RNA或是對抗病毒的抗體，但其症狀有可能會和登革熱及茲卡熱混淆。一般認為大部分患者經歷一次屈公病毒感染後就會免疫。
預防此病的最佳方式是蚊蟲防制，並且避免在流行屈公病的地區被蚊子叮咬。減少蚊子接觸水的可能性，並且使用防蚊液或是蚊帳對於防叮可能會有幫助。截至2025年，已有两款屈公病疫苗在部分国家获批使用，但暂时没有特异性的抗病毒治疗方法。建議的治療方式包括休息、補充流體、以及用藥物來改善發燒及關節痛的情形。
屈公病通常出現在非洲及亞洲，但在2000年代也曾經在歐洲及美洲暴發過。2014年基孔肯雅熱即有超過一百萬宗疑似病例，美國本土的佛羅里達州在同年也曾出現過病患，不過在2016年時美國本土已未出現本地感染的病例。2025年初，屈公病在留尼汪島再次爆發疫情，蔓延至南美洲、歐洲和南亞與東南亞國家（全球病例主要分布於巴西、玻利維亞及阿根廷等國；印度洋之法屬留尼旺島、马约特島、毛里求斯等地疫情蔓延至亞洲，印度2025年截至7月逾三萬例病例），近似於2004至2005年期間在印度洋区域國家的病例爆發，2025年7月初開始，此病在中國大陸佛山市順德區引起該市數千人確診，但據稱其中有 95% 的患者症狀輕微。

## 传播
此病主要通过雌性伊蚊的叮咬传播，最常见的是埃及伊蚊和白纹伊蚊。叮咬主要发生在白天，尤其是清晨和傍晚。其在白天活动的特性也限制了蚊帐的实用性。

## 症状
人類被帶有基孔肯雅熱病毒的蚊子叮咬後，便會患上基孔肯雅熱。患者會持續發高燒、脫水和嚴重出疹。源自非洲馬孔德語，意指“弯曲的东西”，描述了感染者因严重关节疼痛而扭曲的姿势。大多數患者可以完全痊癒，關節痛持續數天至數周後就會消失，但有些人的關節痛或會持續更長時間。此病的嚴重併發症不常見，但老人有可能因此病致死。
87-98%的病例報告有關節疼痛，並且幾乎總是發生在不止一個關節，但關節腫脹並不常見。 通常，受影響的關節位於手臂和腿部。如果關節之前曾因關節炎等疾病而受損，則它們更容易受到影響，疼痛最常發生在外周關節，例如手腕、腳踝和手腳關節以及一些較大的關節，通常是肩部、肘部和膝蓋。 疼痛也可能發生在肌肉或韌帶中。 在超過一半的情況下，正常活動受到明顯疲勞和疼痛的限制。 不經常地，眼睛的炎症可能以虹膜睫狀體炎或葡萄膜炎的形式發生，並且可能發生視網膜病變。 可能會對肝臟造成暫時性損害。
屈公病患者偶爾會出現神經系統疾病，最常見的是大腦腫脹或退化、神經元周圍的髓鞘炎症或退化、格林-巴利綜合徵、急性播散性腦脊髓炎、新生兒的肌張力障礙和視覺處理問題。在特別罕見的情況下，人們可能會出現行為改變、癲癇發作、小腦或腦膜刺激、動眼神經麻痺或眼部肌肉麻痺。
新生兒容易受到屈公病感染的特別嚴重影響。感染的跡象通常始於發燒、皮疹和四肢腫脹。大約一半的新生兒患有可自行消退的輕度病例；另一半患有嚴重的疾病，伴有腦部炎症和癲癇發作。在嚴重的情況下，受影響的新生兒還可能出現出血和血流問題，以及心臟功能問題。
除了新生兒、老年人，以及患有糖尿病、心臟病、肝腎疾病和人類免疫缺陷病毒感染的人，屈公病往往更嚴重。每1,000名有症狀的屈公病患者中約有1至5人死於該病。

## 预防

### 疫苗
基孔肯雅热疫苗是用於對屈公病病毒產生後天免疫的疫苗。
常見副作用包括頭痛、疲倦、肌肉與關節疼痛、發燒、噁心，以及注射部位的壓痛。
首款屈公病疫苗於2023年11月在美國獲准使用，並於2024年5月獲歐盟批准。

## 分布及疫情

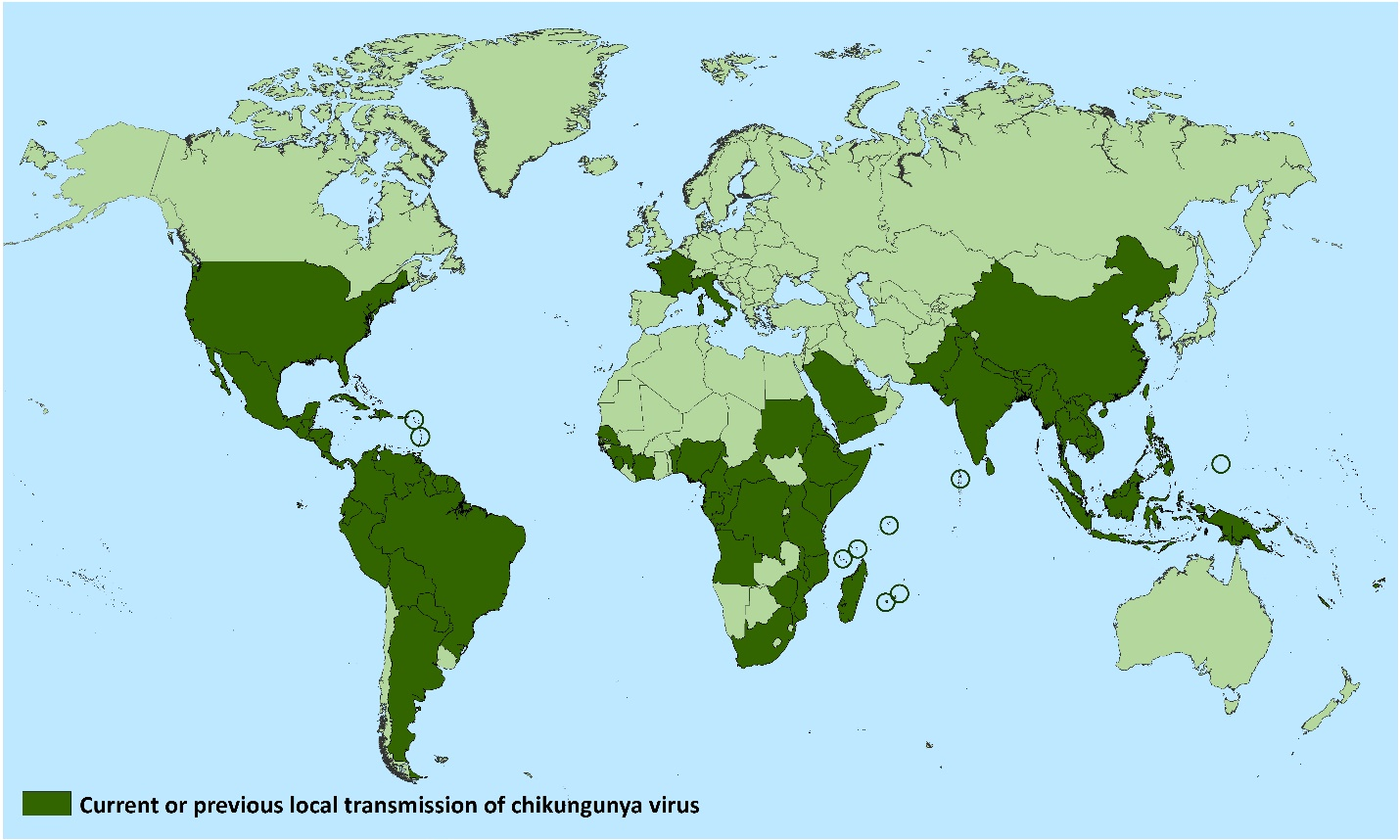
深綠色表示截至2019年9月（依據美國疾病管制與預防中心資料）目前或曾經有屈公病病毒本地傳播的國家。

截至2025年4月，全球有約56.6億人（95%信賴區間為56.4億至56.8億）居住在適合基孔肯雅熱病毒毒傳播的地區。

### 非洲
非洲疫情在2005年12月開始突然迅速擴大。除留尼汪，同樣位於非洲東岸對出的塞舌爾、毛里求斯、馬達加斯加、科摩羅群島等亦受波及。法屬馬約特島1月底才得56宗個案，目前已激增至1350宗。塞舌爾和留尼汪等均為旅遊勝地；留尼汪是歐洲遊客鍾愛地，亦有少數華人居住。

#### 坦桑尼亚
此病於1952年首次在坦桑尼亚联合共和国南部被发现。

#### 法屬留尼旺
據香港《明報》報導，法國衛生部部長貝特朗表示，留尼汪僅2006年1月已有77人直接或間接死於此病，從2005年3月，先後有15.7萬人感染，佔總人口兩成。貝特朗說：「現時的致命情況前所未見。」他又稱病原蚊子在法國東南部亦有發現，但拒談詳情。
2024年，法屬留尼旺島約三分之二的人口感染了屈公病，馬約特和毛里求斯島也出現了大規模疫情。
自2025年初至7月底，留尼旺島已確認5萬4410宗屈公病病例，其中2860人曾前往急診室，578人住院，並造成28人死亡。

### 美洲
2013年底，美洲首次出現屈公病病毒的本地傳播，最早在加勒比地區的國家和屬地被發現。2013年12月至2023年6月，美洲地區已有50個國家或屬地通報了368萬4554宗屈公病疑似及實驗室確診病例。在北美洲，屈公病病例佔美洲通報總數的0.3%（368萬4554宗中的1萬2172宗），其中墨西哥佔北美病例的92.7%（1萬2034宗）。

#### 阿根廷
阿根廷於2014年首次在返國旅客中偵測到屈公病毒病例，但直到2016年才首次通報本土病例，僅影響西北部的薩爾塔省與胡胡伊省。阿根廷自2016年首次爆發屈公病疫情後，經歷六年疫情空窗期，於2023年再度通報1336宗屈公病病例。

#### 巴西
巴西是屈公病的重災區。屈公病於2014年首次在與法屬圭亞那接壤的阿馬帕州（亞洲型病毒株）以及東北部的巴伊亞州（東/中/南非型病毒株）被引入。
2014年至2017年，該疾病的重災區為巴西東北部，該地區特徵為高溫、頻繁缺水及明顯的社會脆弱性。自2016年以來，巴西成為美洲屈公病疫情的中心，累計通報病例達165萬9167宗，為該地區報告數量最多的國家。巴西每年都爆發屈公病疫情。
2018至2019年，疫情中心轉移至人口密度高、夏季氣溫高且濕度大的東南部地區。
2024年，巴西通報25萬4000宗屈公病病例，造成161人死亡。大多數感染者為女性，佔病例總數的60%。就種族而言，66.7%的病例為棕色人種，其次是白人佔24.4%、黑人佔7%、亞洲人佔1.5%、原住民佔0.2%。年齡方面，受影響最嚴重的族群為20至29歲，其次依序為40至49歲、30至39歲及50至59歲。根據巴西衛生部的數據，米納斯吉拉斯州集中最多屈公病病例，共15萬9844宗。其次是馬托格羅索州（1萬9018宗）和巴伊亞州（1萬5508宗）。

#### 巴拉圭
2023年，巴拉圭通報了8萬5889宗屈公病病例（年累積發病率為每10萬人口1154宗）。

#### 墨西哥
2014年5月，墨西哥首宗屈公病旅客病例在哈利斯科州通報，而首宗本地感染病例則於同年11月在恰帕斯州沿海地區確診。

#### 美國
美國自2019年以來未再出現本地感染病例。然而，與旅遊相關的病例正在上升。2006年以前，美國極少出現屈公病病例，但在2006至2013年間，每年約有28人確診。2014年，與旅遊相關的病例激增至近3,000宗，之後逐年下降，至2021年僅剩36宗，隨後又逐漸回升。2024年錄得199宗病例，而2025年截至8月已得46宗。

### 亞洲

#### 孟加拉
在孟加拉國，首宗經確認的屈公病疫情於2008年爆發，地點位於該國西北部、毗鄰印度邊境的兩個村莊。2011年及2012年，農村地區又先後發生了兩次小規模疫情。
2017年4月至9月期間，孟加拉國爆發大規模屈公病疫情，首都達卡有超過兩百萬居民面臨感染風險。其後，一項涵蓋1,326例患者的研究於2017年7月24日至8月5日間進行，旨在探討屈公病患者的臨床特徵、經濟負擔以及生活品質。

#### 柬埔寨
2012年，柬埔寨爆發了一場屈公病疫情，至少確認了1,500例病例。確診受影響的省份包括：柏威夏省、馬德望省、磅同省、磅清揚省、干丹省、磅士卑省及茶膠省。

#### 中國大陸
2008年3月4日，在廣州白雲機場發現中國內地首例輸入性基孔肯雅熱病例；在2010年9-10月，广东省東莞市曾發生中國境內首次基孔肯雅熱社區爆發的疫情，這次疫情共發現病例253例，其中確診病例65例，疑似病例188例，此後在雲南、福建都曾發生本地蚊媒傳播的病例，但傳播規模都較小。
在2025年7月8日，广东省佛山市顺德区卫生健康局发现首個输入病例，往後确诊病例迅速在該區蔓延；至7月15日中午，顺德区卫生健康局始通報此個案，並報告截至當天累计确诊病例478例，至7月19日顺德区已确诊病例1161例，並在鄰近的禪城區和南海区發現十幾個病例，至7月20日，佛山四区确诊者已升至2658例，至7月23日傍晚，佛山全市已累计确诊3195例，至24日全市增至4014例。截至7月底，平均每天增加300多例；患者集中在乐从镇、北滘镇、陈村镇，均为轻症病例。
至8月1日開始，佛山市各區衛生部門通報之每天新增本地病例開始有著不同程度的下降趨勢，例如順德區在8月1日低於300例，8月2日後每天低於200例；禪城區從前一週（7月底）每天平均新增45例下降至35例左右；南海區則從前一週（7月底）每天平均新增32例下降至22例左右。
佛山市各區衛生部門在7月18日開始每天公佈累計或新增之本地病例數字，全省則由廣東省疾控局在星期日公佈前一週的統計數字；佛山市政府在7月29日啟動突發公共衛生事件Ⅲ級響應，廣東省內多個城市如佛山、廣州、東莞、珠海、江門等開展一天至兩週不等的全城滅蚊行動。
至於廣東全省，截至當年7月26日24時，累計報告4824例本地病例，在省內的廣州、中山、東莞、珠海、河源、江門、陽江、肇慶、清遠、深圳、湛江吴川市均已發現本地病例，7月27日至8月2日，廣東全省新增報告2892例本地病例（即累計7716例）。
国家传染病医学中心主任張文宏推測中國既往沒有過輸入性基孔肯雅熱引發大流行的案例，對該病基礎免疫力缺失，因此病毒傳播會快於其他流行區域。

#### 香港
香港在2016至2019年每年錄得介乎1至11宗個案，全部為外地傳入個案。由2020年至2025年7月，沒有錄得確診基孔肯雅熱的個案。
2025年7月中國廣東省疫情期間，香港於8月1日發現源自廣東順德的輸入病例。

#### 澳門
2013年5月14日，澳門發現一例由峇厘岛傳入的病例，成為澳門有記錄以來該病的第一例病例報告；2019年8月至10月間亦有過三例從泰國或緬甸傳入的病例。
2025年7月中國廣東省爆發疫情期間，澳門於7月18日起發現數例源自廣東順德的輸入性基孔肯雅熱病例，8月1日出現首宗本地病例翌日再報告有本地病例。

#### 臺灣
臺灣2007年境外移入2例、2008年境外移入9例，2009年境外移入9例，2016年境外移入7例。2019年5月高雄市接獲首例境外移入屈公病病例，為30多歲男性馬來西亞籍旅客。
2019年7月，新北市土城區發生首次本土感染案例。
2020年1月，第1例境外移入屈公病為台南市東區龍山里的30多歲男性，外籍人士；於1月23日至1月29日至馬來西亞旅遊，返台入境時有發燒，機場給予快篩為陰性，回台南診所就醫，1月31日疾病管制署綜合研判陽性。

#### 馬來西亞
2006年4月1日，馬來西亞衛生部證實，霹靂州一個漁村雙禮佛新村，基孔肯雅熱已迅速傳開，高達300人受感染。此外，该部门于2008年4月27日證實，自2008年2月起，柔佛州一个小村烏魯槽逾70名村民患上基孔肯雅症。疫情並擴展至鄰近的北干那那、笨珍、峇株巴轄等地區。此病于2008年年中传入东甲，随后扩散至周边地区。（資料來源：當地居民口述、ntv7 追踪档案）

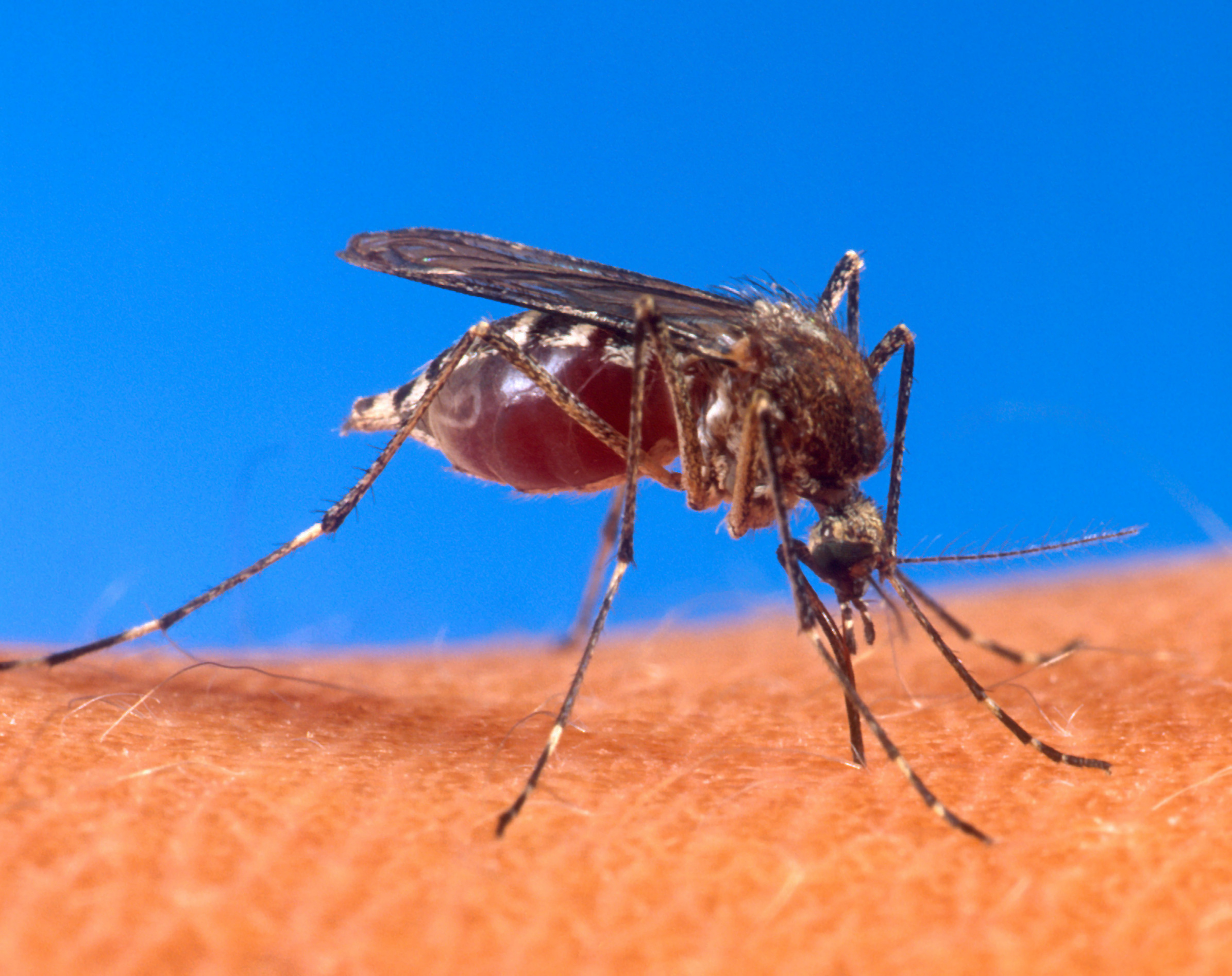
黑班蚊

至2008年9月5日為止，全國共發現1703宗病例，其中以柔佛、馬六甲、霹靂、檳城、砂拉越五個州的疫情最為嚴重。

#### 新加坡
2024年，新加坡累計15宗基孔肯雅熱病例。
2025年8月2日，新加坡傳染病管理局公布的數據顯示，基孔肯雅熱病例自4月底起開始上升，近期更出現激增，累計達17例，較2024年同期的8例增加一倍。

#### 泰國
泰國最南端的四個省份於2008年至2020年間共通報了3萬5059宗基孔肯雅熱感染案例。

### 歐洲

#### 法國
2014年10月20日，法國南部朗格多克－魯西永大區蒙彼利埃通報11例本地感染的屈公病病例。同年5月至11月間，全法各地另報告了449例輸入性屈公病病例。

#### 義大利
2007年9月，義大利北部拉文納省在相鄰的切爾維亞卡斯蒂廖內與拉文納卡斯蒂廖內鎮確認了130例屈公病病例，其中一人死亡。此次疫情的源頭是一名來自印度喀拉拉邦的印度人。

### 大洋洲

#### 法國集体
太平洋島國的疫情於2011年在新喀里多尼亞首次爆發，此後已在多個太平洋國家出現。法屬波利尼西亞有一半人口感染了屬於亞洲基因型的屈公病病毒（確診13萬例，14人死亡），病例數自2014年12月的3.5萬例在一個月內急劇攀升；當地首宗確診病例出現在2013年。